# Evangelische Kirche (Wetzlar-Steindorf)

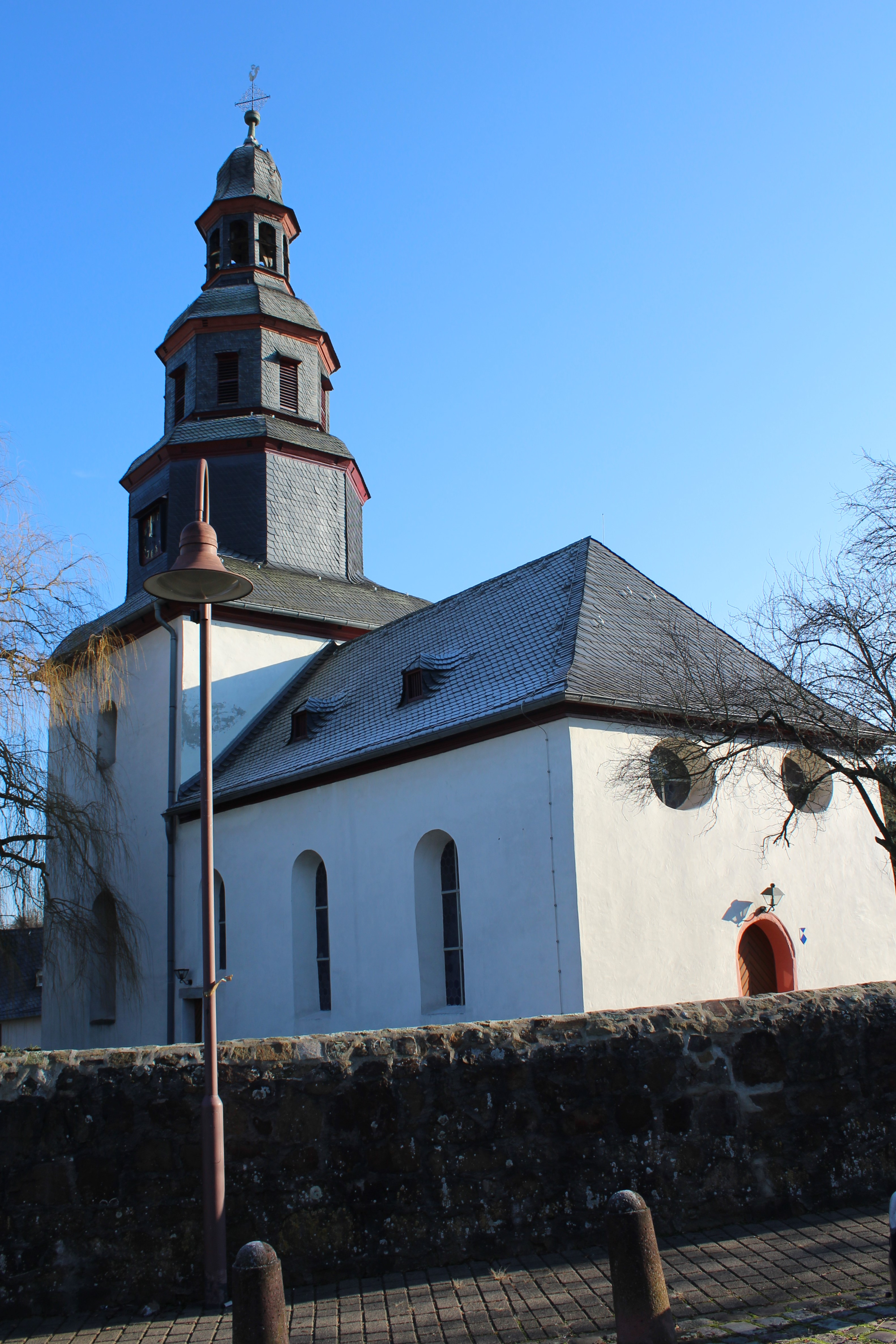
Kirche in Steindorf von Nordwesten

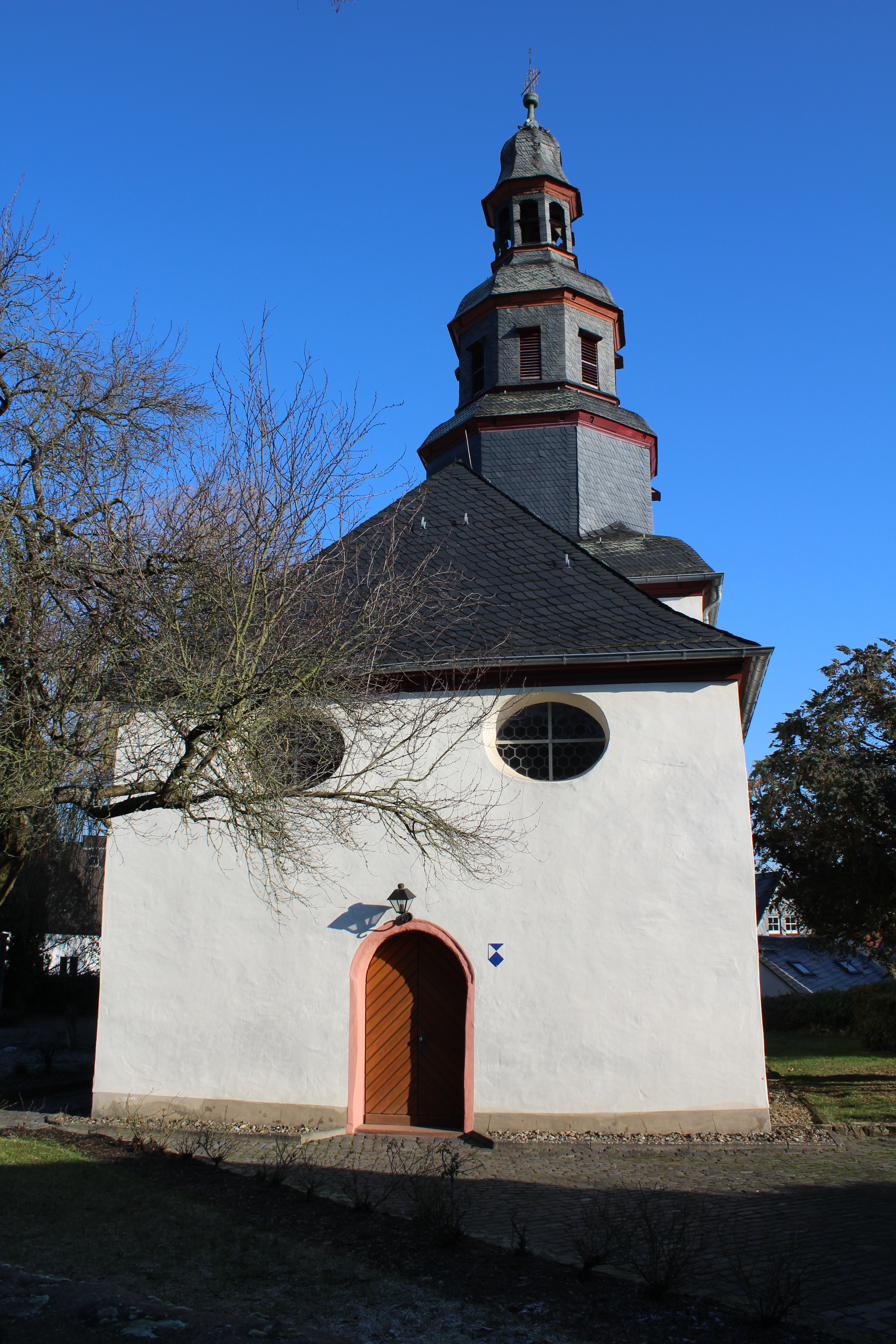
Ansicht von Westen

Die Evangelische Kirche ist eine denkmalgeschützte Chorturmkirche in Steindorf, einem Stadtteil von Wetzlar im Lahn-Dill-Kreis (Hessen). Der spätromanische Wehrturm geht vermutlich auf die Zeit um 1300 zurück. Das barocke Kirchenschiff mit Walmdach wurde 1701 und der dreigeschossige Laternenhelm ebenfalls im 18. Jahrhundert errichtet.

## Geschichte
Erstmals wird Steindorf im Lorscher Codex im Jahr 886 und die Kirche im Jahr 1340 erwähnt. Der Ort gehörte im Mittelalter zum Kirchspiel und Sendort Oberbiel im Archipresbyterat Wetzlar im Archidiakonat St. Lubentius Dietkirchen in der Erzdiözese Trier. Möglicherweise war die Kirche ursprünglich mit dem Patrozinium Heiliges Kreuz versehen.
Mit Einführung der Reformation wechselte die Kirchengemeinde um 1549 unter dem Oberbieler Pfarrer Heiderich Tillenburg zum evangelischen Glauben. Während des Dreißigjährigen Krieges wurde die Gemeinde im Jahr 1626 für einige Jahre wieder römisch-katholisch, bis sie unter den Schweden 1632 zum evangelischen Bekenntnis zurückkehrte.
1700/1701 wurde die mittelalterliche Kirche abgerissen und an ihrer Stelle ein barocker Neubau errichtet. Der alte Turm blieb erhalten, wurde aber in der Höhe verkürzt und erhielt wahrscheinlich in dieser Zeit oder im Jahr 1766 seinen heutigen Aufbau.
Bis 1932 gehörte Steindorf zum Kirchspiel Oberbiel. Nach Auflösung des Kirchspiels blieben die Kirchengemeinden Steindorf, Albshausen und Oberbiel zunächst pfarramtlich verbunden. Im Jahr 1954 erfolgte die Erhebung zur eigenständigen Pfarrei, die 1955 ihren ersten Pfarrer erhielt. Die pfarramtlich verbundenen Kirchengemeinden Albshausen und Steindorf sind evangelisch-reformiert und gehörten bis Ende 2018 zum Kirchenkreis Braunfels, der 2019 im Evangelischen Kirchenkreis an Lahn und Dill der Evangelischen Kirche im Rheinland aufging.

## Architektur

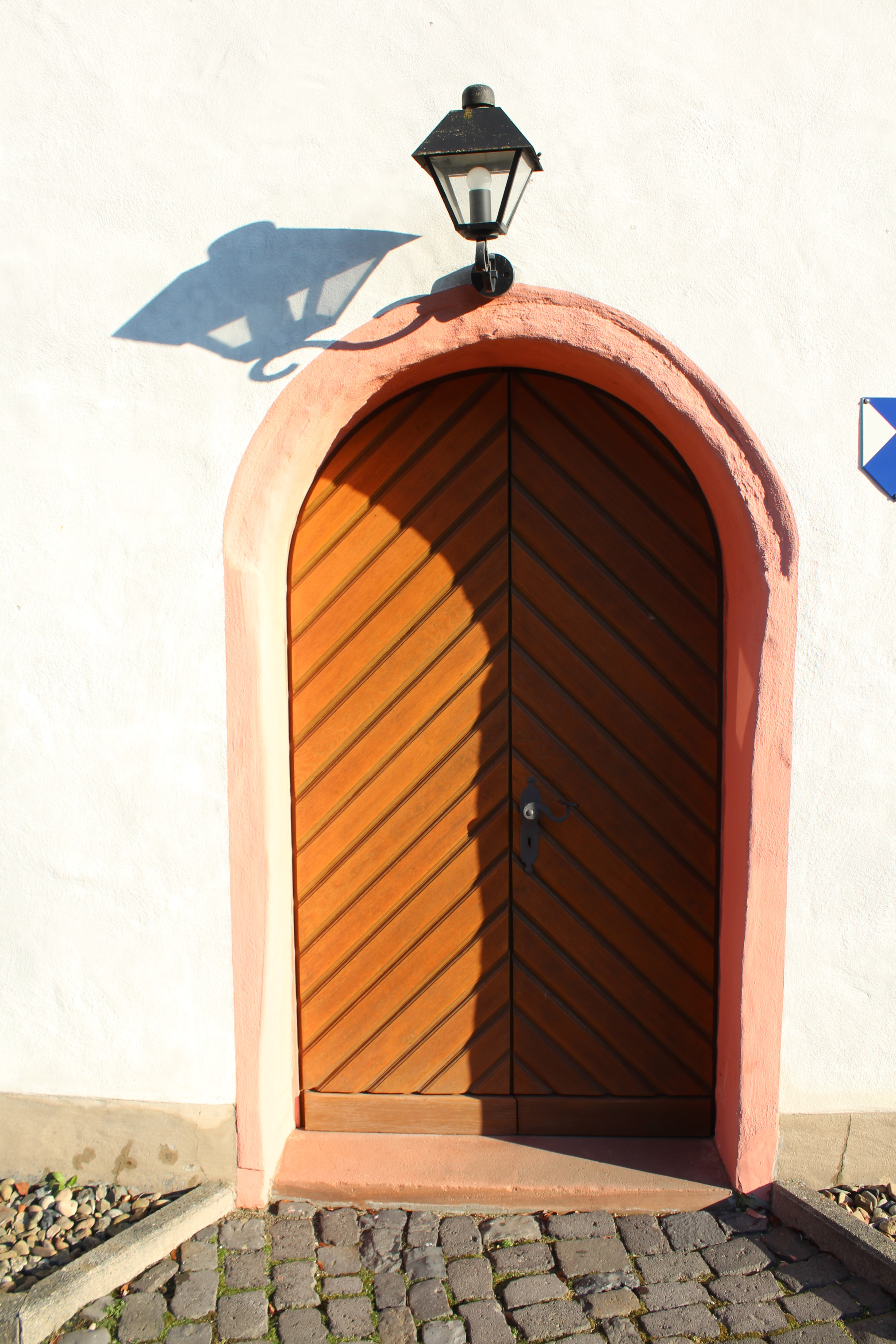
Westportal

Der nicht geostete, sondern nach Nordost ausgerichtete Saalbau aus weiß verputztem Bruchsteinmauerwerk ist im alten Ortszentrum an einem sanft ansteigenden Hang oberhalb der Lahn errichtet. Er steht inmitten eines Kirchhofs, der von einer bis zu 5 Meter hohen Mauer eingefriedet wird. Das große Mauertor im Westen und das kleinere im Norden, das mit der Jahreszahl 1707 bezeichnet ist, korrespondieren mit den beiden Kirchenportalen. Das barocke Langhaus von 1701 wird von einem verschieferten Walmdach bedeckt, dem an jeder Seite zwei kleine Gauben aufgesetzt sind. Ein mittiges rundbogiges Westportal und ein hochrechteckiges Nordportal (nahe am Turm) erschließen das Gotteshaus. Über dem Nordportal ist der Türsturz mit der Jahreszahl 1700, dem Baubeginn des Kirchenschiffs, bezeichnet. Das Innere wird an den beiden Langseiten durch je drei hohe Rundbogenfenster belichtet. An der Westseite sind unterhalb der Traufe zwei Ochsenaugen eingelassen. Der Dachfirst reicht an die Dachtraufe des Turms heran.

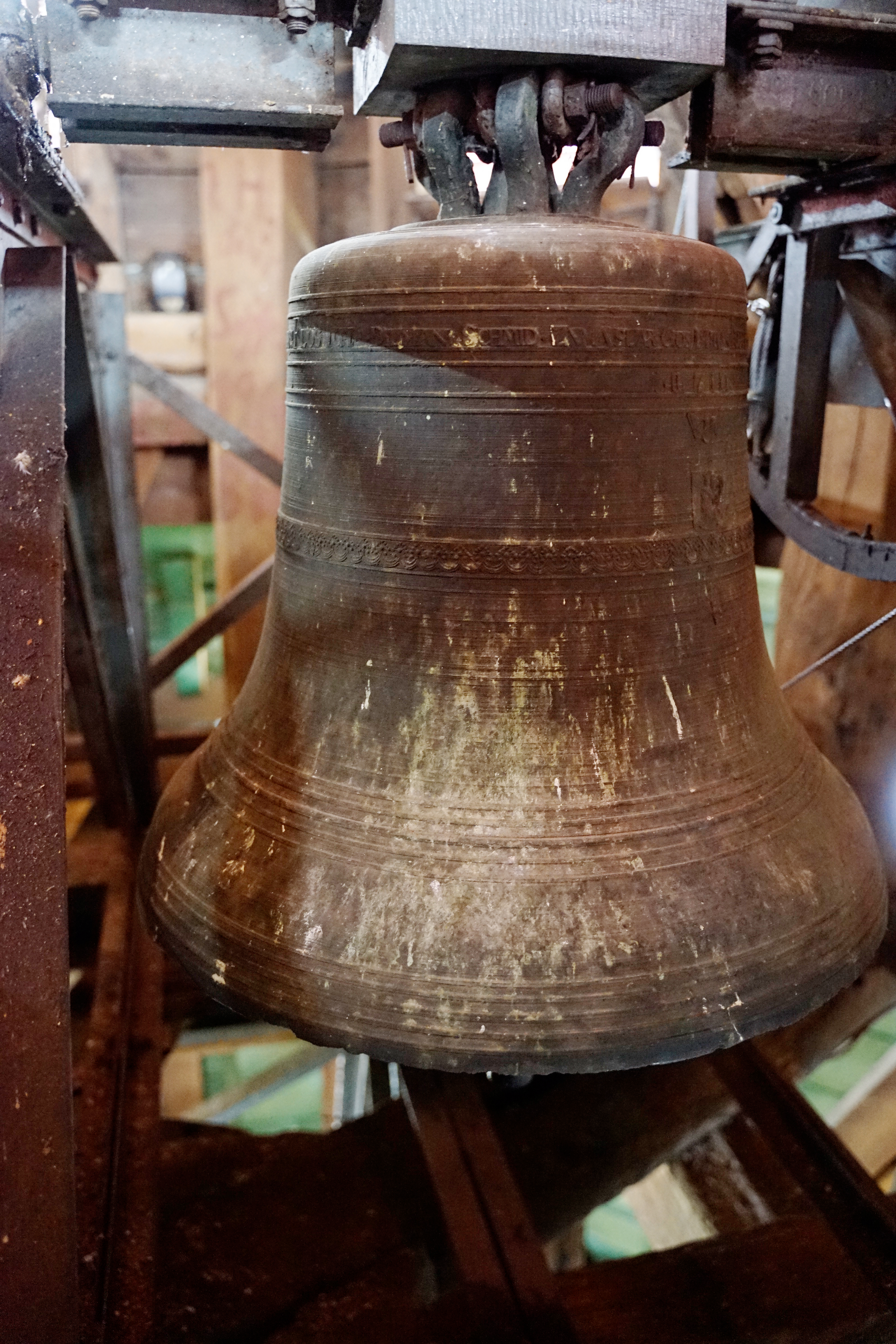
Glocke von Dilman Schmid (1710)

Der massiv aufgemauerte, ungegliederte Turmschaft auf quadratischem Grundriss stammt wahrscheinlich aus der Zeit um 1300. Die Turmhalle mit starken Mauern und Kreuzgratgewölbe wird von drei Rundbogenfenstern belichtet. Im Inneren öffnet ein breiter Rundbogen den Chor zum Kirchenschiff. Die Segmentbogennische zwischen dem südlichen Chorfenster und dem Chorbogen geht vermutlich auf mittelalterliche Zeit zurück und diente womöglich als Dreisitz oder Heiliges Grab. Das Turmgewölbe überragt in seinem Scheitelpunkt die Höhe des Schiffs. Oberhalb des Gewölbes geht die Stärke der Außenmauer auf 0,90 Meter zurück. Hier waren ursprünglich zwei Zwischenböden eingerichtet, die spätestens mit der Verkürzung des Turms aufgegeben wurden. Seitdem dient das gesamte Obergeschoss als Glockenstube. Sie beherbergt ein Dreiergeläut mit den Schlagtönen b1, des2 und es2. Die mittlere Glocke wurde 1710 von Dilman Schmid gegossen, die anderen beiden Glocken 1954 von der Glockengießerei Bachert als Ersatz für die im Ersten Weltkrieg abgelieferte Glocke von Heinrich Wilhelm Rincker aus dem Jahr 1777. Eine mittelalterliche „Maria-Glocke“ aus der aufgegebenen Markuskirche in Dalheim wurde 1896 wohl umgeschmolzen.
Der dreigeschossige oktogonale Turmhelm mit seiner Laternenhaube ist vollständig verschiefert. Er stammt vermutlich aus derselben barocken Bauzeit wie die Kirche. Die Turmuhr ist im ersten Helmgeschoss eingebaut und das Zifferblatt an der Nordseite angebracht. Das mittlere Geschoss hat acht hochrechteckige Schallöffnungen mit Lamellen, während das dritte Geschoss als offene Laterne mit Stichbogen-Öffnungen gestaltet ist. Sie wird von einem Turmknauf, einem verzierten Kreuz und einem vergoldeten Wetterhahn bekrönt. Teile des originalen Turmkreuzes, das mit 1700 bezeichnet ist, befinden sich in der Kirche.

## Ausstattung

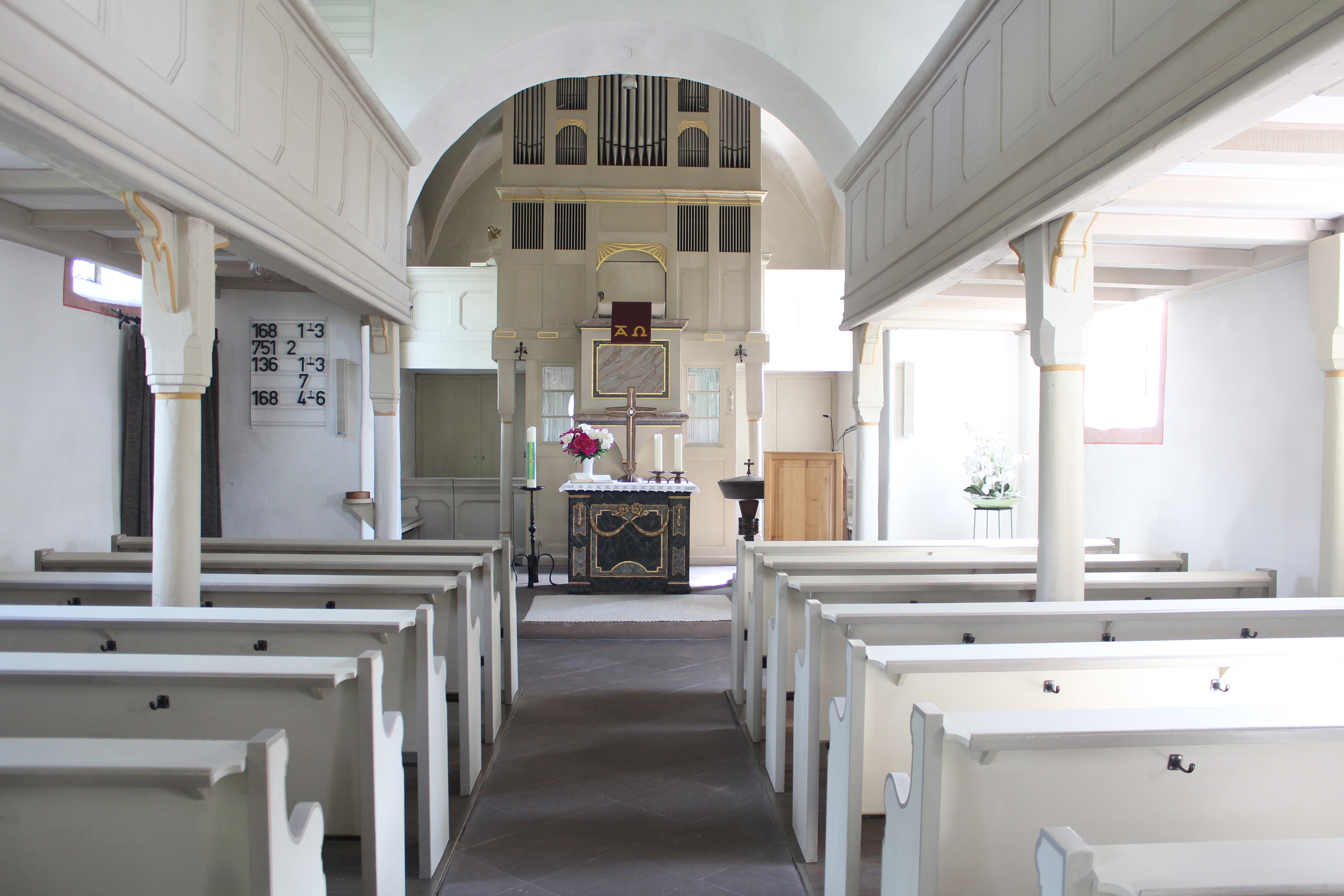
Innenausstattung

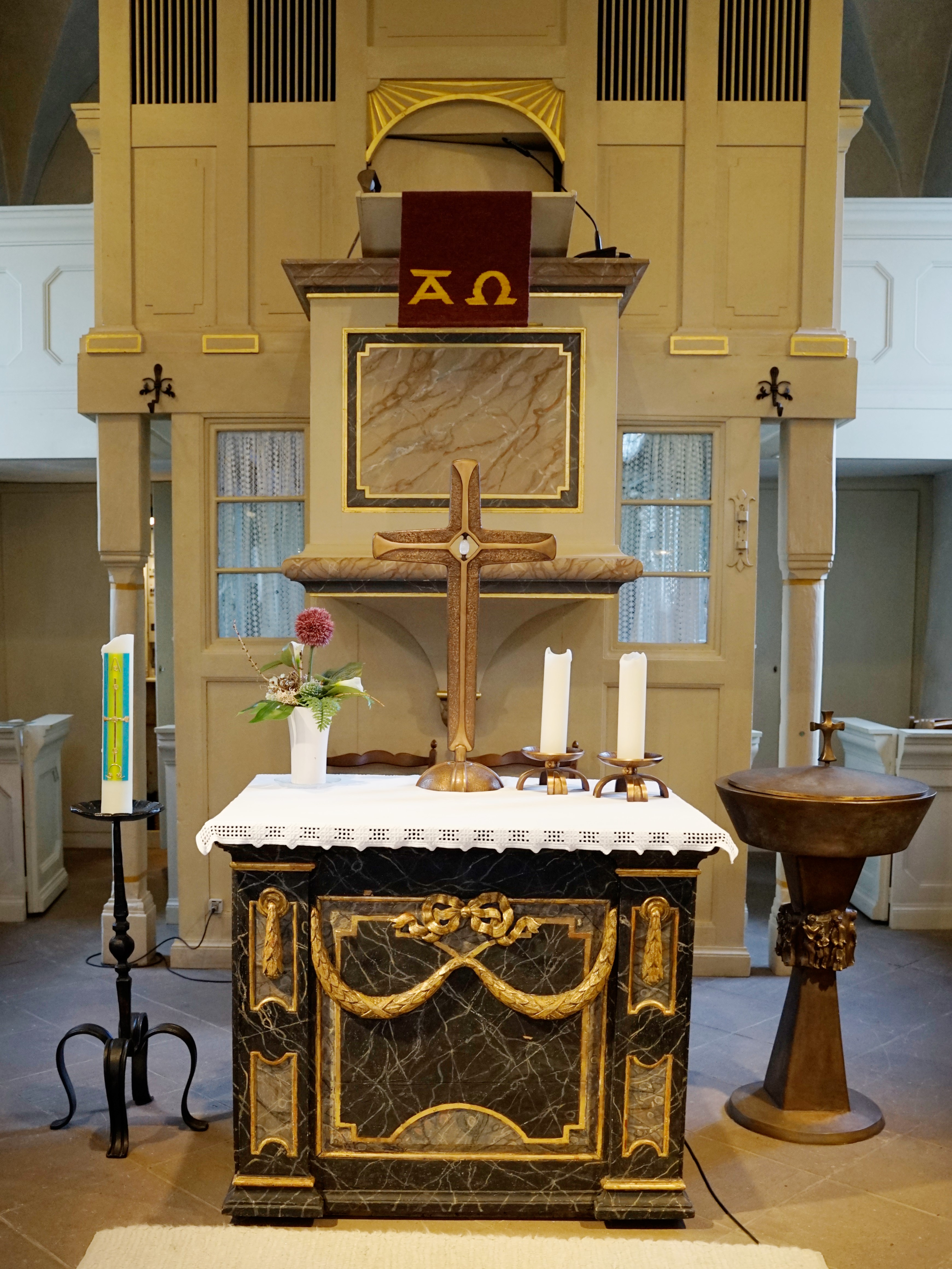
Altar und Kanzel

Der Innenraum wird von einer flachen Decke mit Unterzug abgeschlossen. Die Kirchenausstattung ist vorwiegend in Weiß mit teils vergoldeten Profilleisten gehalten. In das Langhaus ist eine dreiseitig umlaufende hölzerne Empore eingebaut, die auf Rundsäulen mit kubusförmigen Kapitellen und geschweiften Kopfbändern ruht. Die seitlichen Emporen im Chorraum wurden in den 1960er Jahren entfernt. Über der Westempore ist ein hölzernes Wappen von Solms-Braunfels mit den Initialen FWSB (Fürst Wilhelm zu Solms-Braunfels) angebracht.
In typisch protestantischer Tradition sind die Prinzipalien Altar, Kanzel und Orgel hinter- und übereinander im Chorraum angeordnet. Das Ensemble geht auf das Jahr 1834 zurück. Der hölzerne, dunkelgrün marmorierte Blockaltar des 18. Jahrhunderts ist mit vergoldeten Girlandenschnitzereien verziert. Dahinter ist die hölzerne Sakristei mittig eingebaut und an der Vorderseite die rechteckige Kanzel mit einer marmoriert bemalten querrechteckigen Füllung über einer Konsole angebracht. Der Rundbogen über der Kanzel ist mit vergoldeten Strahlenornamenten verziert. Über der Sakristei erhebt sich in derselben Breite die Orgel, deren Unterbau Lamellenöffnungen seitlich der Kanzel aufweist. Der Zugang zu Kanzel und Orgel ist von hinten über die Sakristei. Hinter dieser ist eine Empore eingebaut, die niedriger als die Empore im Schiff ist.

## Orgel

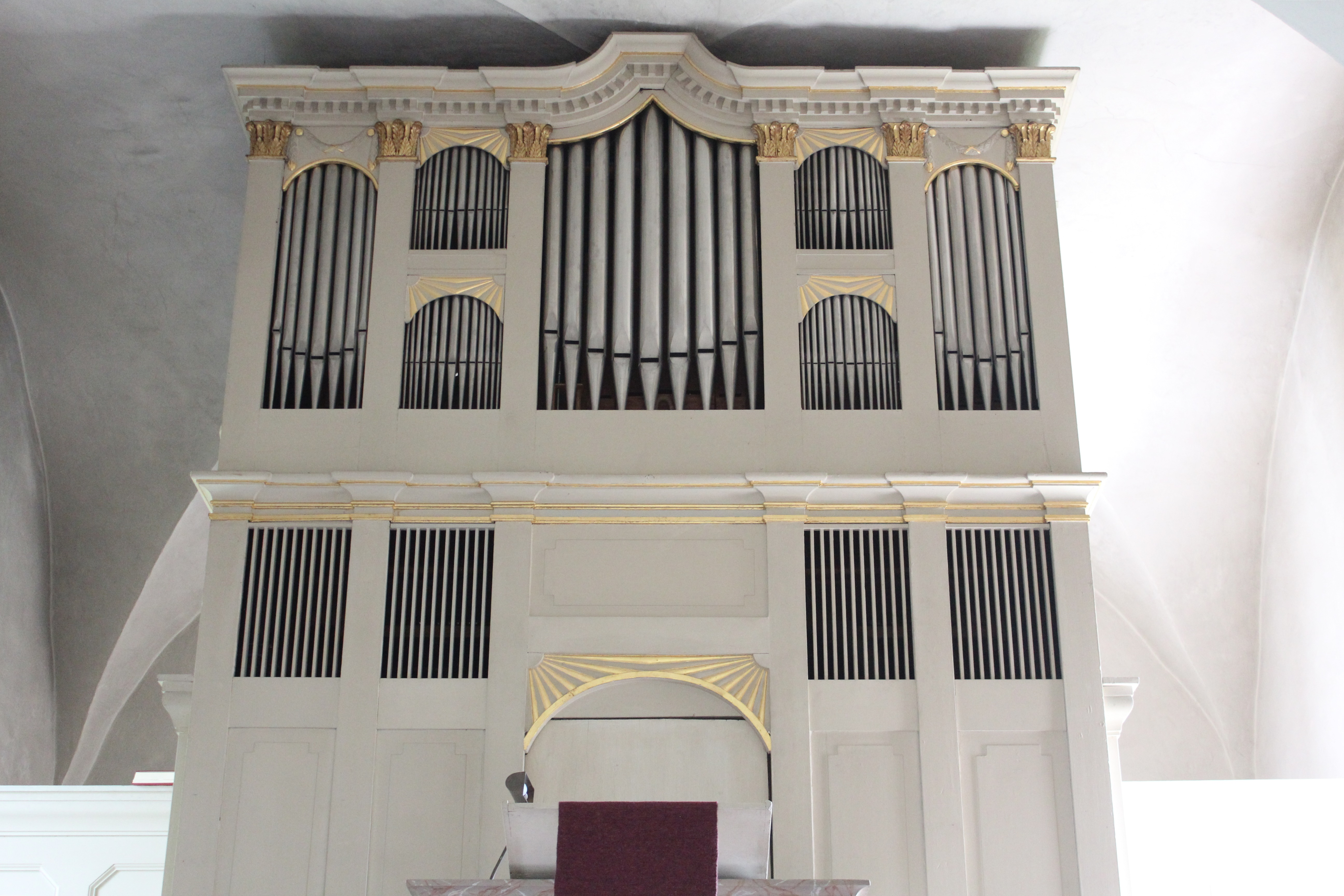
Bernhard-Orgel von 1834

Johann Hartmann Bernhard baute die Orgel im Jahr 1834 mit neun Registern auf einem Manual und Pedal. Das Vorgängerinstrument verfügte über sechs Register und kein Pedal. Möglicherweise wurde es nach Niederquembach versteigert. Der klassizistische Flachprospekt der Bernhard-Orgel ist fünfteilig und wird durch sechs Pilaster mit vergoldeten Kapitellen gegliedert. Ein breites Mittelfeld wird von kleinen zweigeschossigen Rundbogenfeldern flankiert, dem sich außen ein Rundbogenfeld anschließt. Die vergoldeten Strahlenornamente der Schleierbretter entsprechen dem Rundbogen der Kanzel. Das Orgelgehäuse wird nach oben von einem profilierten Gesimskranz mit Zinnenfries abgeschlossen. In den Jahren 1964–1967 wurde die Orgel umgebaut. Die Disposition lautet wie folgt:
| I Manual C–f3 |       |
| Gedackt       | 8′    |
| Gemshorn B/D  | 8′    |
| Prinzipal     | 4′    |
| Kleingedackt  | 4′    |
| Quinte        | 2 ⁄3′ |
| Oktave        | 2′    |
| Mixtur III–IV | 1 ⁄3′ |

| Pedal C–f1 |     |
| Subbass    | 16′ |
| Oktavbass  | 8′  |

- Koppeln: I/P